# Burg Greifenstein (Bad Blankenburg)

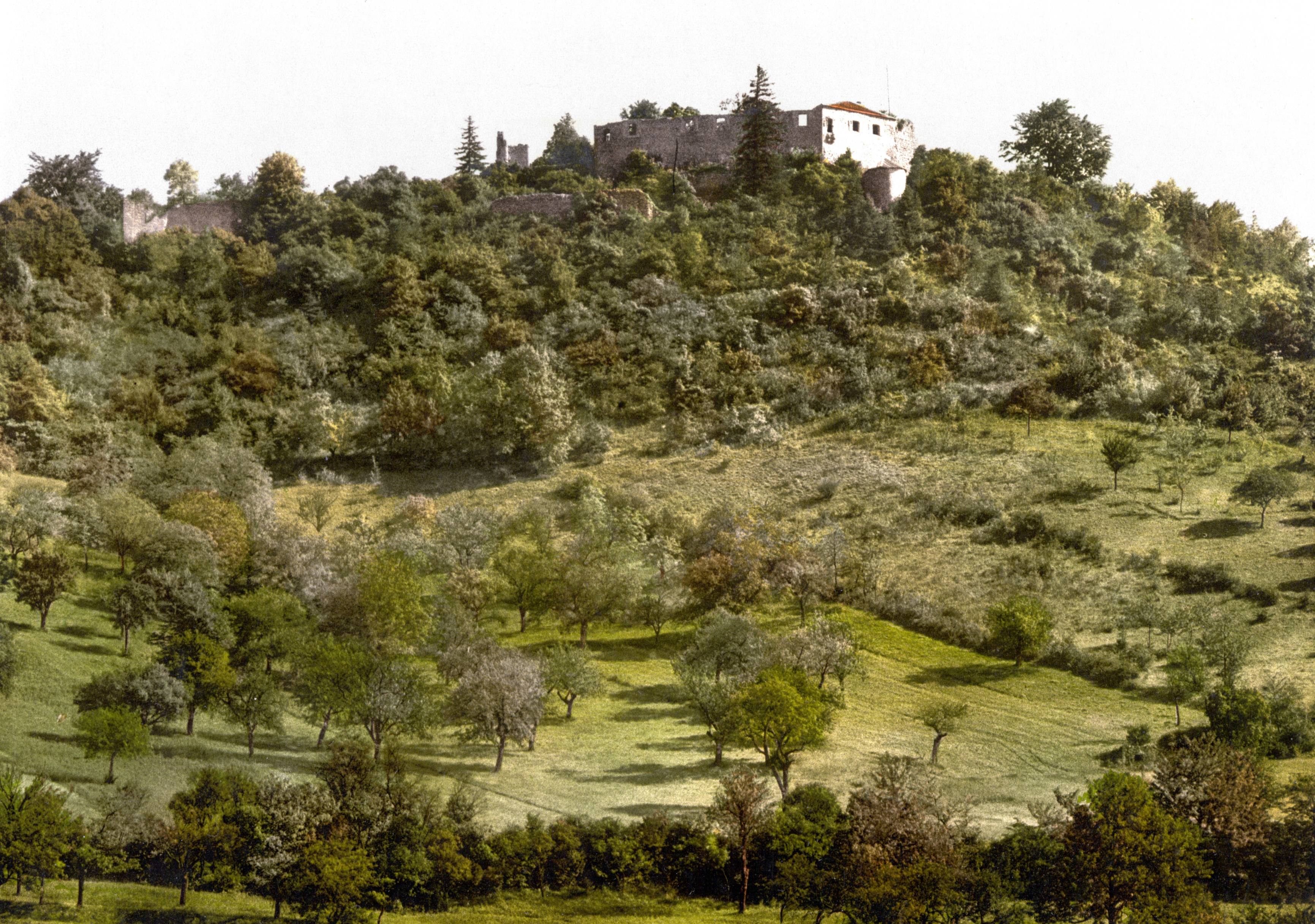
Die Burgruine um 1900

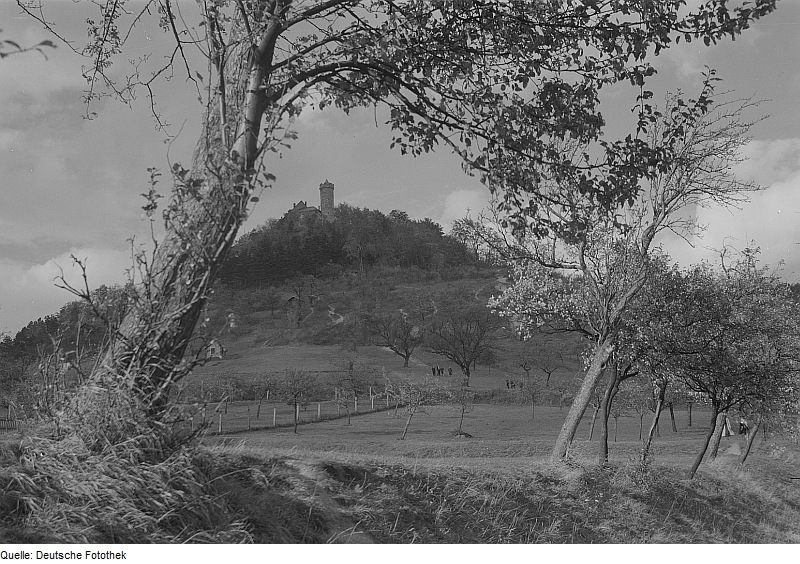
Die Burgruine 1945

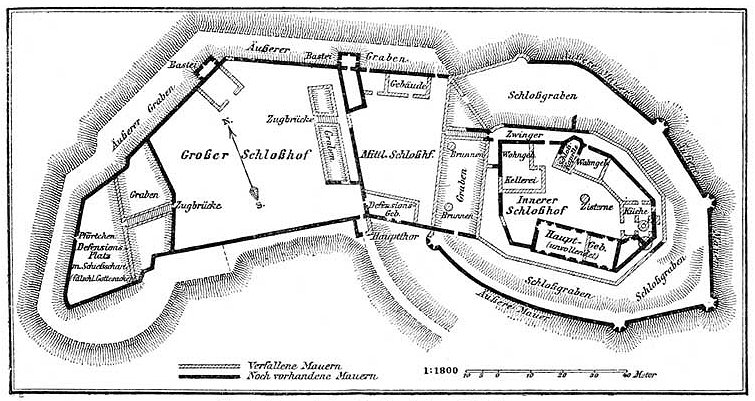
Grundriss der Burgruine

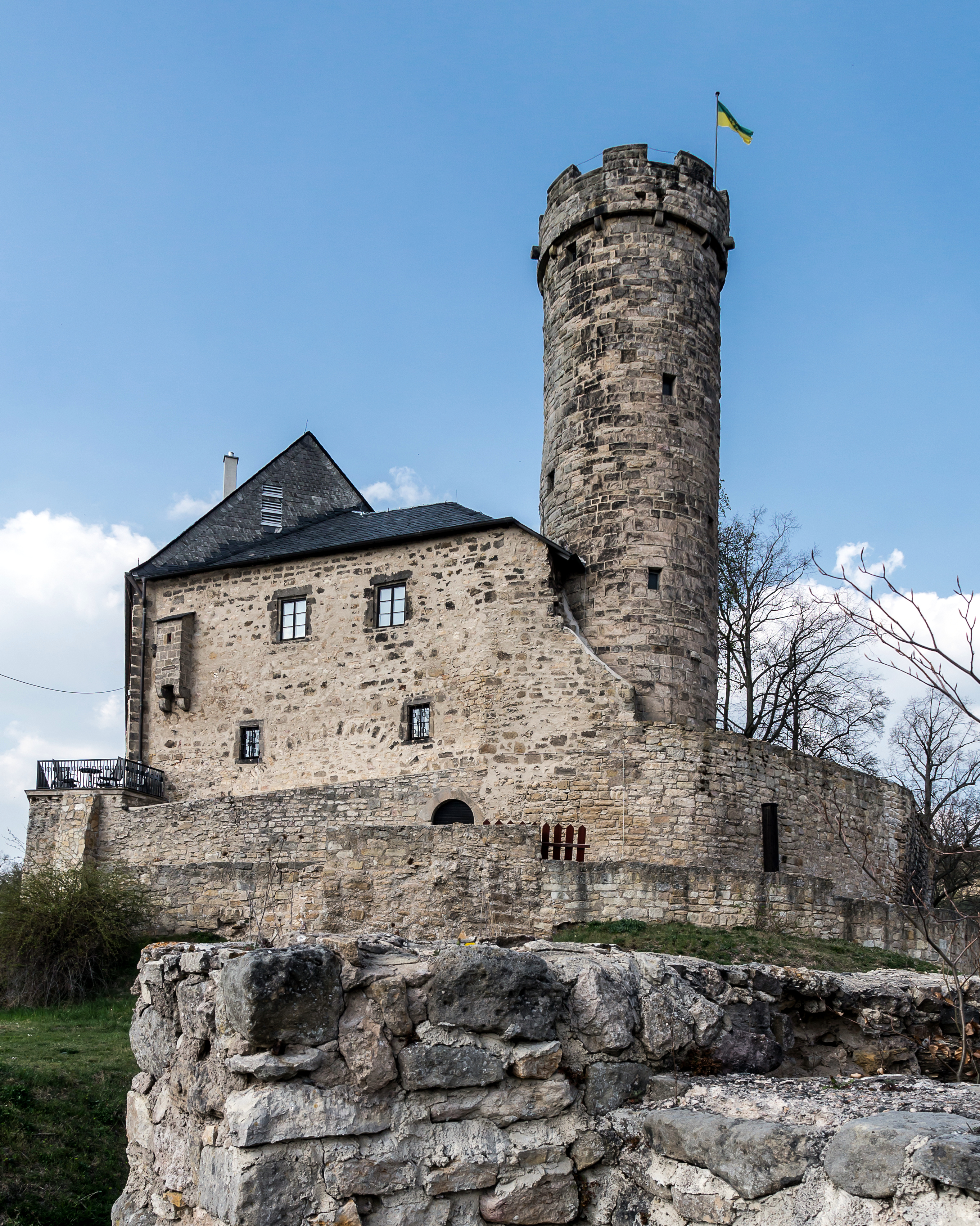
Südostansicht

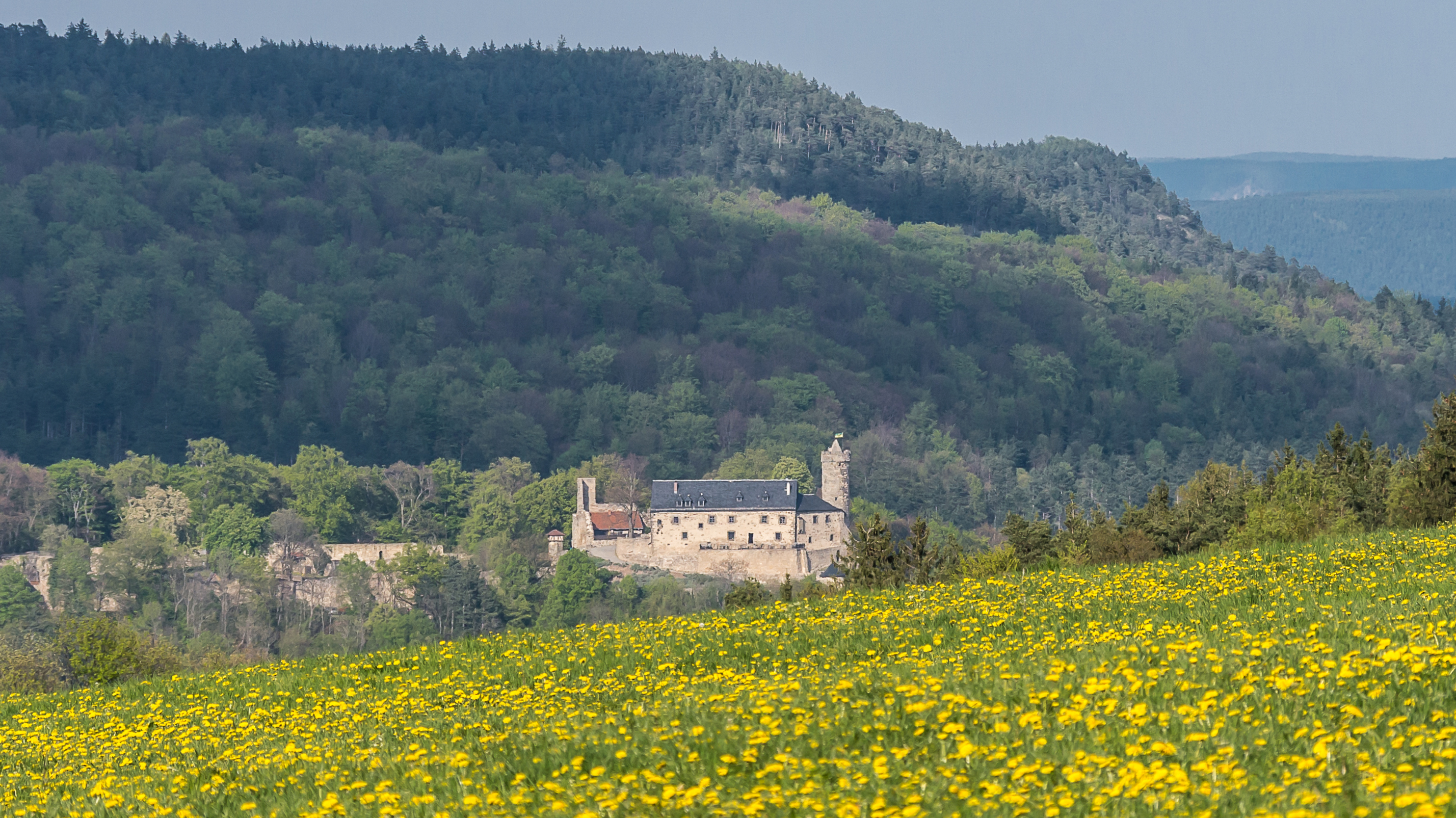
Blick auf die Burg

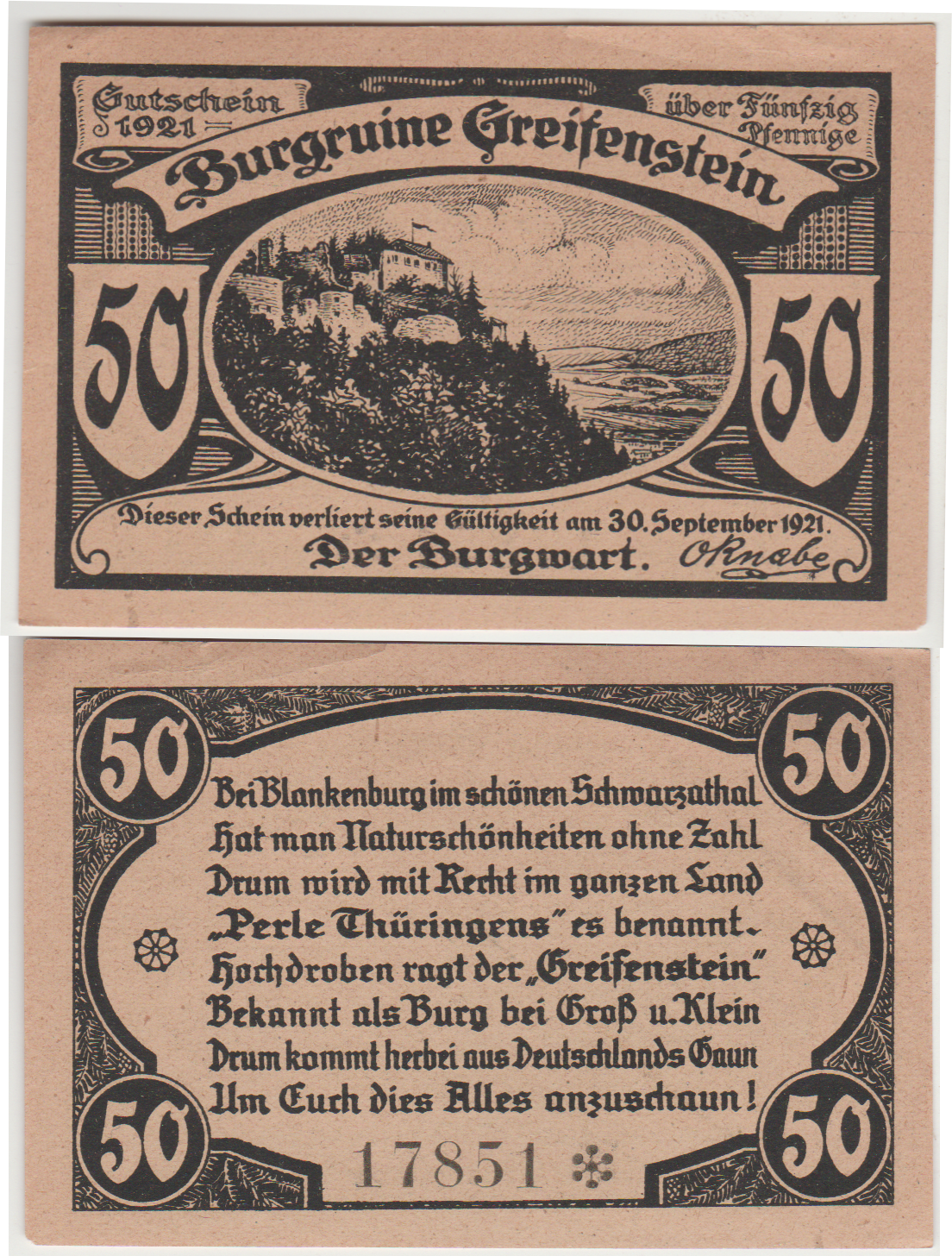
Ein Gutschein der Burgruine von 1921

Die Burg Greifenstein ist eine mittelalterliche Burgruine bei Bad Blankenburg im Landkreis Saalfeld-Rudolstadt in Thüringen. Mit ihren Ausmaßen von rund 25.000 Quadratmetern Fläche ist sie eine der größten deutschen Burgruinen.

## Lage
Die Ruine der Höhenburg erhebt sich in 390 Metern Höhe auf dem Greifenstein, dem Hausberg von Bad Blankenburg in Südthüringen. Das Burgareal liegt im Naturschutzgebiet Greifenstein.

## Geschichte
Hesse beschrieb 1840 an vorgefundenen Ruinen und Mauerresten das mögliche Bild der Veste recht anschaulich. Er richtete auch den Blick in die Landschaft und die Ferne. Die Zeit der Entstehung der Burg versuchte er zu rekonstruieren und setzte sich mit den Namen der Burg auseinander, wobei er „Greifenstein“ favorisierte.
König Heinrich I. habe dem Markgrafen Günther um 925–932 befohlen, die Veste Blankenburg zur Sicherung des Landstrichs gegen die Raubzüge der Hunnen und Ungarn zu errichten, um die schon vor dieser Zeit gebildeten Ortschaften des Umlandes zu schützen. Blankenburg gehörte im Mittelalter zum Orlagau, was aus einem Dokument aus dem Jahr 1071 hervorgeht. Darin sind auch die anderen Orte des Orlagaus genannt. Das Schloss bei Blankenburg wurde erst in einem angezweifelten Schenkungsbrief an Graf Sizzo III. im Jahr 1137 schriftlich genannt. Hierin ist der Konrad von Wazdorf, der Ritter und Voigt auf dem Greifenstein war, benannt. Später erlischt der Name „Greifenstein“ und wird durch „Blankenburg“ ersetzt. Diese Burg wurde dann Sizzo, Graf von Schwarzburg übereignet. Mehrere Eigner werden dann genannt. Erwähnt wird, dass ein Heinrich 1267–1285 Besitzer der Burg war, dem noch Saalfeld und Ranis gehörten. Die Burg Blankenburg war dann lange Zeit Sitz des Schwarzburger Stammes. Mehrere Dokumente des 13. Jahrhunderts beweisen dies. Günther XXI. war der letzte Schwarzburger Graf, der auf der Burg 1304 geboren wurde. Er wurde am 30. Januar 1349 von den Anhängern des verstorbenen Kaisers Ludwig IV. zum Gegenkönig in Konkurrenz zu Karl IV. gewählt, verzichtete aber nach einer Niederlage gegen Entschädigung auf seine Ansprüche und verstarb bereits am 14. Juni 1349 unerwartet. Dieses Ansehen wurde nicht entsprechend für die Burg genutzt. Später stritt man sich über das Erbe und teilte es in Erfurt auf die bekannten Gebiete auf. Man klärte auch die Vormundschaft des Sohnes Heinrich XVII., mit dessen Tod 1357 der männliche Stamm der Günther ausstarb. Die Witwe, Mutter des verstorbenen Sohnes, konnte dann die finanziellen Verpflichtungen nicht decken und konzentrierte sich nun auf den Standort Rudolstadt. Bis zum Ende der Regierungszeit Heinrichs XXXVII. erhielt man noch die Baulichkeiten der Blankenburg, aber schon 1525 konnte Günther der XX. und seine Gräfin keine Vorkehrungen zum Erhalt der Burg treffen, zumal am 12. Juli 1538 der Graf verstarb. Die nun erfolgte Verlegung des Amtes auch nach Rudolstadt um 1560 war wohl der Beginn des Endes der Burg.

### Vorgängerbauten
Einzelne Funde weisen auf bereits jungsteinzeitliche Besiedlung des Greifensteins hin. Allerdings gibt es keine Überbleibsel aus der Zeit zwischen dieser Epoche und dem Mittelalter.

### Erste Quellen
Zwar wird die Burg Greifenstein in einer auf 1137 datierten Urkunde erstmals erwähnt, doch handelt es sich bei diesem Schriftstück höchstwahrscheinlich um eine spätere Fälschung, da der Name „Greifenstein“ erst Mitte des 17. Jahrhunderts verwendet wurde. Die frühere Bezeichnung für Burg und Berg lautete „Blankenburg“.
Die älteste glaubwürdige Urkunde ist nicht datiert und dürfte zwischen 1196 und 1210 entstanden sein. Weitere schriftliche Quellen belegen, dass die Burg spätestens ab 1208 zur Grafschaft Schwarzburg gehörte, eine frühere Übernahme durch sie ist jedoch wahrscheinlich.

### Baugeschichte
Die Ursprünge der Burg sind unbekannt. Bauteile und Bodenfunde weisen aber darauf hin, dass die Anlage bereits im 12. Jahrhundert existierte, ursprünglich wohl lediglich als Ansammlung von Lehmhäusern mit Gräben, Wällen und Palisade im Nordwesten der Bergkuppe. Möglicherweise wurde die Anlage im Zusammenhang mit einem Vorstoß der Sorben angelegt. Dies ist jedoch keinesfalls gesichert.
Im 12. oder 13. Jahrhundert wurde eine Maueranlage mit fünfeckiger Grundform angelegt, die den alten Befestigungsbereich nach Osten erweiterte. Der alte Burgkern blieb vermutlich als Vorsiedlung bestehen und schirmte die Burg zusätzlich zu einem tiefen Graben gegenüber dem von Westen heranführenden Weg ab. Im Osten entstand eine ähnliche Siedlung. Insgesamt verfügte die neuere Burganlage über einen umlaufenden Wall mit Graben.
Bereits im 13. Jahrhundert verlor die Blankenburg an Bedeutung gegenüber der Schwarzburg, die zur Hauptresidenz des Grafengeschlechts wurde. In einer Urkunde von 1346 ist von zwei getrennten gräflichen Residenzen auf der Blankenburg die Rede. Dies weist darauf hin, dass zu diesem Zeitpunkt bereits eine Erweiterung der Anlage stattgefunden hat. Vermutlich handelte es sich dabei um die Bauwerke im Südosten des Felsens, ein Rundturm, eine Kapelle sowie Wohn- und Wirtschaftsgebäude. Die Verteidigungsanlagen dieses Burgteils bestanden aus einem Zwinger, einem Ringgraben und sechs runden Basteien. Zur Wasserversorgung wurden im Graben zwei Burgbrunnen und unter dem Burghof eine Zisterne angelegt. Auch der ältere Burgteil scheint in dieser Phase modernisiert worden zu sein: Ein bequemerer Zugang vom Süden her mit Doppeltor und Fallgatter wurde angelegt.
Dennoch residierten die Fürsten ab dem 14. Jahrhundert meist in den bequemeren Stadtwohnungen. Die Blankenburg wurde zum Sitz eines Vogtes und zum ständigen Sitz einer Abteilung Soldaten. Heinrich XXVI. von Schwarzburg war vermutlich der letzte Graf, der Ende des 15. Jahrhunderts zumindest zeitweise auf der Blankenburg lebte.
Eine schriftliche Quelle aus dem Jahr 1547 berichtet von drei Bränden auf der Burg und vom zunehmenden Verfall der Anlage. Lediglich während der Weinlese werde sie von einem Amtmann aus Rudolstadt bewohnt. 1612 wurde die Kelter auf der Burg instand gesetzt. 1642 musste das Abfahren von Steinen aus der Ruine verboten werden. Allerdings wurden 1664 die Befestigungen ausgebessert, um die Burg im Fall eines türkischen Angriffs nutzen zu können.
Im 18. Jahrhundert scheint die Burg mehrfach von Schatzgräbern heimgesucht worden zu sein, wobei vermutlich der Hauptturm zerstört wurde: 1785 brach er auseinander und stürzte im November 1800 vollends ein.
1821 wurden erste kleinere Restaurierungsversuche unternommen. 1860 wurde eine Burggaststätte angelegt. 1900 gründete sich die Burggemeinde, die in Zusammenarbeit mit dem Vertreter-Convent der akademischen Turnerschaften von 1925 bis 1928 Palas und Turm neu errichten ließ. 1962 fanden sich freiwillige Helfer zusammen, die in den Folgejahren an der Restaurierung der Burg arbeiteten.

## Falknerei
Eine Attraktion auf Burg Greifenstein ist eine Falknerei, die seit 2018 von Sandra Jung und Benedikt Nyssen geführt wird. Während der Saison wird ein regelmäßiges Flugprogramm mit Greifvögeln vorgeführt. Die Falknerei ist eine von drei großen Falknerein in Thüringen. In der Flugshow sind unter anderem eine Weißgesichtseule und ein sibirischer Uhu, sowie unterschiedliche Adler, Falken und Bussarde zu sehen. Die Falknerei ist neben zwei weiteren Vogelparks Besitzer eines Felsenbussards. Sie ist dabei die einzige Falknerei in Deutschland, die einen Felsenbussard im Freiflug zeigt. Die Falknerei kann bei Wildvogelnotfällen kontaktiert werden.